# René Taylor
René Taylor (Londres, 9 de diciembre de 1916 - Ponce, 28 de mayo de 1997) fue un hispanista británico.
Estudió Filosofía y Letras en Barcelona hasta la Guerra Civil, y aprendió a conocer y a amar el arte español. En 1941 obtuvo el grado de doctor con su tesis "El arquitecto español Francisco Hurtado Izquierdo y su escuela". Fue discípulo en la Universidad de Londres del famoso historiador alemán Wittkower, uno de los maestros de la iconología.
Desde 1962 dirigió el Museo de Arte de Ponce, en Puerto Rico. Son clásicos su artículos sobre el Barroco y Renacimiento español, especialmente los dedicados a la estética de Juan Bautista Villalpando, el Arte de la Memoria en el Nuevo Mundo y sobre el origen del Monasterio de El Escorial.